# Gmina Dragalić
Gmina Dragalić (chorw. Općina Dragalić) – gmina w Chorwacji, w żupanii brodzko-posawskiej.

## Miejscowości i liczba mieszkańców (2011)
- Donji Bogićevci – 84
- Dragalić – 559
- Gorice – 175
- Mašić – 266
- Medari – 177
- Poljane – 100